# سیارک ۳۹۶۸
سیارک ۳۹۶۸ (به انگلیسی: 3968 Koptelov، نامگذاری:1978TU5) سه هزار و نهصد و شصت و هشتمین سیارک کشف شده‌است که در ۸ اکتبر ۱۹۷۸ کشف شد.
قدر مطلق سیارک برابر ۱۲٫۹۰ است.